# Équipe de Macédoine du Nord de football au Championnat d'Europe 2020
Cet article relate le parcours de l’équipe de Macédoine du Nord de football lors du Championnat d'Europe de football 2020 organisé dans 11 grandes villes d'Europe du 11 juin au 11 juillet 2021.

## Qualifications

### Éliminatoires
| Rang | Équipe                | Pts | J  | G | N | P | Bp | Bc | Diff |  | Résultats (▼ dom., ► ext.) |     |     |     |     |     |     |
| ---- | --------------------- | --- | -- | - | - | - | -- | -- | ---- |  | -------------------------- | --- | --- | --- | --- | --- | --- |
| 1    | Pologne               | 25  | 10 | 8 | 1 | 1 | 18 | 5  | +13  |  | Pologne                    |     | 0-0 | 2-0 | 3-2 | 4-0 | 2-0 |
| 2    | Autriche              | 19  | 10 | 6 | 1 | 3 | 19 | 9  | +10  |  | Autriche                   | 0-1 |     | 2-1 | 1-0 | 3-1 | 6-0 |
| 3    | Macédoine du Nord (B) | 14  | 10 | 4 | 2 | 4 | 12 | 13 | -1   |  | Macédoine du Nord (B)      | 0-1 | 1-4 |     | 2-1 | 1-0 | 3-1 |
| 4    | Slovénie              | 14  | 10 | 4 | 2 | 4 | 16 | 11 | +5   |  | Slovénie                   | 2-0 | 0-1 | 1-1 |     | 3-2 | 1-0 |
| 5    | Israël (B)            | 11  | 10 | 3 | 2 | 5 | 16 | 18 | -2   |  | Israël (B)                 | 1-2 | 4-2 | 1-1 | 1-1 |     | 3-1 |
| 6    | Lettonie              | 3   | 10 | 1 | 0 | 9 | 3  | 28 | -25  |  | Lettonie                   | 0-3 | 1-0 | 0-2 | 0-5 | 0-3 |     |

- Sélection directement qualifiée pour l'Euro 2020

### Barrages

#### Tableau de la Voie de la Ligue D de la Ligue des nations 2018-2019
|  | Demi-finales      | Demi-finales      |         |   | Finale           | Finale           |
|  | Demi-finales      | Demi-finales      |         |   | Finale           | Finale           |
|  |                   |                   |         |   |                  |                  |
|  | 8 octobre 2020    | 8 octobre 2020    |         |   | 12 novembre 2020 | 12 novembre 2020 |
|  | 8 octobre 2020    | 8 octobre 2020    |         |   | 12 novembre 2020 | 12 novembre 2020 |
|  | Géorgie           | 1                 |         |   | 12 novembre 2020 | 12 novembre 2020 |
|  | Géorgie           | 1                 |         |   | 12 novembre 2020 | 12 novembre 2020 |
|  | Biélorussie       | 0                 |         |   | 12 novembre 2020 | 12 novembre 2020 |
|  | Biélorussie       | 0                 | Géorgie | 0 |                  |                  |
|  | 8 octobre 2020    |                   | Géorgie | 0 |                  |                  |
|  |                   | Macédoine du Nord | 1       |   |                  |                  |
|  | Macédoine du Nord | Macédoine du Nord | 1       | 2 |                  |                  |
|  | Macédoine du Nord |                   |         | 2 |                  |                  |
|  | Kosovo            | 1                 |         |   |                  |                  |
|  | Kosovo            | 1                 |         |   |                  |                  |

#### Détail des matchs
| Demi-finale          | Macédoine du Nord                 | 2 - 1   | Kosovo          | Toše Proeski Arena, Skopje                                                             |                                                                                        |
| 8 octobre 2020 20h45 | Kololli 16e (csc) · Velkovski 33e | (2 - 1) | 29e Hadergjonaj | Spectateurs : 0 (huis clos) Arbitrage : Danny Makkelie Arbitre vidéo : Jochem Kamphuis | Spectateurs : 0 (huis clos) Arbitrage : Danny Makkelie Arbitre vidéo : Jochem Kamphuis |
| 8 octobre 2020 20h45 | Rapport                           |         |                 | Spectateurs : 0 (huis clos) Arbitrage : Danny Makkelie Arbitre vidéo : Jochem Kamphuis | Spectateurs : 0 (huis clos) Arbitrage : Danny Makkelie Arbitre vidéo : Jochem Kamphuis |

| Finale                 | Géorgie | 0 - 1   | Macédoine du Nord | Stade Boris-Paichadze, Tbilissi                                                       |                                                                                       |
| 12 novembre 2020 18h00 |         | (0 - 0) | 56e Pandev        | Spectateurs : 0 (huis clos) Arbitrage : Anthony Taylor Arbitre vidéo : Stuart Attwell | Spectateurs : 0 (huis clos) Arbitrage : Anthony Taylor Arbitre vidéo : Stuart Attwell |
| 12 novembre 2020 18h00 | Rapport |         |                   | Spectateurs : 0 (huis clos) Arbitrage : Anthony Taylor Arbitre vidéo : Stuart Attwell | Spectateurs : 0 (huis clos) Arbitrage : Anthony Taylor Arbitre vidéo : Stuart Attwell |

## Phase finale

### Effectif
NB : Les âges et les sélections sont calculés au début de l'Euro 2020, le 11 juin 2021.

### Premier tour
| v · m | Équipe            | Pts | J | G | N | P | Bp | Bc | Diff |
| ----- | ----------------- | --- | - | - | - | - | -- | -- | ---- |
| 1     | Pays-Bas          | 9   | 3 | 3 | 0 | 0 | 8  | 2  | +6   |
| 2     | Autriche          | 6   | 3 | 2 | 0 | 1 | 4  | 3  | +1   |
| 3     | Ukraine           | 3   | 3 | 1 | 0 | 2 | 4  | 5  | -1   |
| 4     | Macédoine du Nord | 0   | 3 | 0 | 0 | 3 | 2  | 8  | -6   |

#### Autriche - Macédoine du Nord
| Match 6                    | Autriche                                                                     | 3 - 1   | Macédoine du Nord | Arena Națională, Bucarest                                                      |                                                                                |
| 13 juin 2021 18h00 (19h00) | ( Sabitzer) Lainer 19e · ( Alaba) Gregoritsch 78e · ( Laimer) Arnautović 89e | (1 - 1) | 28e Pandev        | Spectateurs : 9 082 Arbitrage : Andreas Ekberg Arbitre vidéo : Bastian Dankert | Spectateurs : 9 082 Arbitrage : Andreas Ekberg Arbitre vidéo : Bastian Dankert |
| 13 juin 2021 18h00 (19h00) | Rapport                                                                      |         |                   | Spectateurs : 9 082 Arbitrage : Andreas Ekberg Arbitre vidéo : Bastian Dankert | Spectateurs : 9 082 Arbitrage : Andreas Ekberg Arbitre vidéo : Bastian Dankert |

| Autriche | Macédoine du Nord |

| AUTRICHE :      |    |                       |     |       |
|                 |    |                       |     |       |
| Gardien de but  | 13 | Daniel Bachmann       |     |       |
|                 | 2  | Andreas Ulmer         |     |       |
|                 | 4  | Martin Hinteregger    |     |       |
|                 | 3  | Aleksandar Dragović   |     | 46e   |
|                 | 21 | Stefan Lainer         | 85e |       |
|                 | 8  | David Alaba           |     |       |
|                 | 23 | Xaver Schlager        |     | 90+4e |
|                 | 24 | Konrad Laimer         |     | 90+3e |
|                 | 19 | Christoph Baumgartner |     | 58e   |
|                 | 9  | Marcel Sabitzer       |     |       |
|                 | 25 | Saša Kalajdžić        |     | 59e   |
| Remplaçants :   |    |                       |     |       |
|                 | 15 | Philipp Lienhart      |     | 46e   |
|                 | 11 | Michael Gregoritsch   |     | 58e   |
|                 | 7  | Marko Arnautović      |     | 59e   |
|                 | 14 | Julian Baumgartlinger |     | 90+3e |
|                 | 6  | Stefan Ilsanker       |     | 90+4e |
| Sélectionneur : |    |                       |     |       |
| Franco Foda     |    |                       |     |       |

| MACÉDOINE DU NORD : |    |                       |     |     |
|                     |    |                       |     |     |
| Gardien de but      | 1  | Stole Dimitrievski    |     |     |
|                     | 8  | Ezgjan Alioski        | 52e |     |
|                     | 6  | Visar Musliu          |     | 86e |
|                     | 14 | Darko Velkovski       |     |     |
|                     | 13 | Stefan Ristovski      |     |     |
|                     | 16 | Boban Nikolov         |     | 63e |
|                     | 21 | Eljif Elmas           |     |     |
|                     | 5  | Arijan Ademi          |     |     |
|                     | 17 | Enis Bardhi           |     | 82e |
|                     | 9  | Aleksandar Trajkovski | 42e | 63e |
|                     | 10 | Goran Pandev          |     |     |
| Remplaçants :       |    |                       |     |     |
|                     | 2  | Egzon Bejtulai        |     | 63e |
|                     | 15 | Tihomir Kostadinov    |     | 63e |
|                     | 7  | Ivan Tričkovski       |     | 82e |
|                     | 26 | Milan Ristovski       |     | 86e |
| Sélectionneur :     |    |                       |     |     |
| Igor Angelovski     |    |                       |     |     |

| Assistants : Mehmet Culum Stefan Hallberg Quatrième arbitre : Sergei Karasev Homme du match : David Alaba |

#### Ukraine - Macédoine du Nord
| Match 16                   | Ukraine                                                     | 2 - 1   | Macédoine du Nord | Arena Națională, Bucarest                                                                         |                                                                                                   |
| 17 juin 2021 15h00 (16h00) | ( Karavaïev) Iarmolenko 29e · ( Iarmolenko) Iaremtchouk 34e | (2 - 0) | 57e Alioski       | Spectateurs : 10 001 Arbitrage : Fernando Rapallini Arbitre vidéo : Alejandro Hernández Hernández | Spectateurs : 10 001 Arbitrage : Fernando Rapallini Arbitre vidéo : Alejandro Hernández Hernández |
| 17 juin 2021 15h00 (16h00) | Rapport                                                     |         |                   | Spectateurs : 10 001 Arbitrage : Fernando Rapallini Arbitre vidéo : Alejandro Hernández Hernández | Spectateurs : 10 001 Arbitrage : Fernando Rapallini Arbitre vidéo : Alejandro Hernández Hernández |

| Ukraine | Macédoine du Nord |

| UKRAINE :         |    |                     |     |       |
|                   |    |                     |     |       |
| Gardien de but    | 1  | Heorhi Bouchtchan   |     |       |
|                   | 16 | Vitali Mykolenko    |     |       |
|                   | 22 | Mykola Matvienko    |     |       |
|                   | 13 | Illia Zabarny       |     |       |
|                   | 21 | Olexandr Karavaïev  |     |       |
|                   | 6  | Taras Stepanenko    |     |       |
|                   | 8  | Rouslan Malinovsky  |     | 90+2e |
|                   | 17 | Olexandr Zintchenko |     |       |
|                   | 10 | Mykola Chaparenko   | 43e | 78e   |
|                   | 7  | Andri Iarmolenko    |     | 70e   |
|                   | 9  | Roman Iaremtchouk   |     | 70e   |
| Remplaçants :     |    |                     |     |       |
|                   | 15 | Viktor Tsyhankov    |     | 70e   |
|                   | 19 | Artem Biessiedine   |     | 70e   |
|                   | 5  | Serhi Sydortchouk   |     | 78e   |
|                   | 2  | Edouard Sobol       |     | 90+2e |
| Sélectionneur :   |    |                     |     |       |
| Andri Chevtchenko |    |                     |     |       |

| MACÉDOINE DU NORD : |    |                       |     |     |
|                     |    |                       |     |     |
| Gardien de but      | 1  | Stole Dimitrievski    |     |     |
|                     | 6  | Visar Musliu          |     |     |
|                     | 14 | Darko Velkovski       | 59e | 85e |
|                     | 13 | Stefan Ristovski      |     |     |
|                     | 8  | Ezgjan Alioski        |     |     |
|                     | 20 | Stefan Spirovski      |     | 46e |
|                     | 5  | Arijan Ademi          |     | 85e |
|                     | 16 | Boban Nikolov         |     | 46e |
|                     | 17 | Enis Bardhi           |     | 77e |
|                     | 21 | Eljif Elmas           |     |     |
|                     | 10 | Goran Pandev          |     |     |
| Remplaçants :       |    |                       |     |     |
|                     | 9  | Aleksandar Trajkovski |     | 46e |
|                     | 25 | Darko Churlinov       |     | 46e |
|                     | 24 | Daniel Avramovski     | 83e | 77e |
|                     | 4  | Kire Ristevski        |     | 85e |
|                     | 7  | Ivan Tričkovski       |     | 85e |
| Sélectionneur :     |    |                       |     |     |
| Igor Angelovski     |    |                       |     |     |

| Assistants : Juan Pablo Belatti Diego Bonfá Quatrième arbitre : Slavko Vinčić Homme du match : Andri Iarmolenko |

#### Macédoine du Nord - Pays-Bas
| Match 27           | Macédoine du Nord | 0 - 3   | Pays-Bas                                                             | Amsterdam ArenA, Amsterdam                                                    |                                                                               |
| 21 juin 2021 18h00 |                   | (0 - 1) | 24e Depay (Malen ) · 50e Wijnaldum (Depay ) · 58e Wijnaldum (Depay ) | Spectateurs : 15 227 Arbitrage : István Kovács Arbitre vidéo : Marco di Bello | Spectateurs : 15 227 Arbitrage : István Kovács Arbitre vidéo : Marco di Bello |
| 21 juin 2021 18h00 | Rapport           |         |                                                                      | Spectateurs : 15 227 Arbitrage : István Kovács Arbitre vidéo : Marco di Bello | Spectateurs : 15 227 Arbitrage : István Kovács Arbitre vidéo : Marco di Bello |

| Macédoine du Nord | Pays-Bas |

| MACÉDOINE DU NORD : |    |                       |     |     |
|                     |    |                       |     |     |
| Gardien de but      | 1  | Stole Dimitrievski    |     |     |
|                     | 8  | Ezgjan Alioski        | 65e |     |
|                     | 6  | Visar Musliu          | 48e |     |
|                     | 14 | Darko Velkovski       |     |     |
|                     | 13 | Stefan Ristovski      | 18e |     |
|                     | 5  | Arijan Ademi          |     | 78e |
|                     | 17 | Enis Bardhi           |     | 78e |
|                     | 9  | Aleksandar Trajkovski |     | 68e |
|                     | 21 | Elif Elmas            |     |     |
|                     | 7  | Ivan Tričkovski       |     | 56e |
|                     | 10 | Goran Pandev          |     | 68e |
| Remplaçants :       |    |                       |     |     |
|                     | 25 | Darko Churlinov       |     | 56e |
|                     | 11 | Ferhan Hasani         |     | 68e |
|                     | 15 | Tihomir Kostadinov    | 84e | 68e |
|                     | 18 | Vlatko Stojanovski    |     | 78e |
|                     | 16 | Boban Nikolov         |     | 78e |
| Sélectionneur :     |    |                       |     |     |
| Igor Angelovski     |    |                       |     |     |

| PAYS-BAS :      |    |                      |     |
|                 |    |                      |     |
| Gardien de but  | 1  | Maarten Stekelenburg |     |
|                 | 12 | Patrick van Aanholt  |     |
|                 | 17 | Daley Blind          |     |
|                 | 3  | Matthijs de Ligt     |     |
|                 | 6  | Stefan de Vrij       | 46e |
|                 | 22 | Denzel Dumfries      | 46e |
|                 | 16 | Ryan Gravenberch     |     |
|                 | 8  | Georginio Wijnaldum  |     |
|                 | 21 | Frenkie de Jong      | 78e |
|                 | 18 | Donyell Malen        | 66e |
|                 | 10 | Memphis Depay        | 66e |
| Remplaçants :   |    |                      |     |
|                 | 7  | Steven Berghuis      | 46e |
|                 | 25 | Jurriën Timber       | 46e |
|                 | 19 | Wout Weghorst        | 66e |
|                 | 11 | Quincy Promes        | 66e |
|                 | 26 | Cody Gakpo           | 78e |
| Sélectionneur : |    |                      |     |
| Frank de Boer   |    |                      |     |

| Assistants : Vasile Marinescu Ovidiu Artene Quatrième arbitre : Georgi Kabakov Homme du match : Georginio Wijnaldum |

## Statistiques

### Temps de jeu
| Joueur                |          |          |          | TT       | But inscrit | Passe décisive | MJ       | MT       | Légende |
| --------------------- | -------- | -------- | -------- | -------- | ----------- | -------------- | -------- | -------- | --- |
| Gardiens              | Gardiens | Gardiens | Gardiens | Gardiens | Gardiens    | Gardiens       | Gardiens | Gardiens | Abréviations et symboles : TT : Total de minutes jouées MJ : Nombre de matchs joués MT : Matchs joués en tant que titulaire : but : passe décisive : joueur entré : joueur remplacé : capitaine : carton jaune : carton rouge |
| Stole Dimitrievski    | 90       | 90       | 90       | 270      |             |                | 3        | 3        | Abréviations et symboles : TT : Total de minutes jouées MJ : Nombre de matchs joués MT : Matchs joués en tant que titulaire : but : passe décisive : joueur entré : joueur remplacé : capitaine : carton jaune : carton rouge |
| Risto Jankov (en)     |          |          |          | 0        |             |                |          |          | Abréviations et symboles : TT : Total de minutes jouées MJ : Nombre de matchs joués MT : Matchs joués en tant que titulaire : but : passe décisive : joueur entré : joueur remplacé : capitaine : carton jaune : carton rouge |
| Damjan Shishkovski    |          |          |          | 0        |             |                |          |          | Abréviations et symboles : TT : Total de minutes jouées MJ : Nombre de matchs joués MT : Matchs joués en tant que titulaire : but : passe décisive : joueur entré : joueur remplacé : capitaine : carton jaune : carton rouge |
| Défenseurs            |          |          |          |          |             |                |          |          | Abréviations et symboles : TT : Total de minutes jouées MJ : Nombre de matchs joués MT : Matchs joués en tant que titulaire : but : passe décisive : joueur entré : joueur remplacé : capitaine : carton jaune : carton rouge |
| Egzon Bejtulai        | 27       |          |          | 27       |             |                | 1        |          | Abréviations et symboles : TT : Total de minutes jouées MJ : Nombre de matchs joués MT : Matchs joués en tant que titulaire : but : passe décisive : joueur entré : joueur remplacé : capitaine : carton jaune : carton rouge |
| Gjoko Zajkov          |          |          |          | 0        |             |                |          |          | Abréviations et symboles : TT : Total de minutes jouées MJ : Nombre de matchs joués MT : Matchs joués en tant que titulaire : but : passe décisive : joueur entré : joueur remplacé : capitaine : carton jaune : carton rouge |
| Kire Ristevski        |          | 5        |          | 5        |             |                | 1        |          | Abréviations et symboles : TT : Total de minutes jouées MJ : Nombre de matchs joués MT : Matchs joués en tant que titulaire : but : passe décisive : joueur entré : joueur remplacé : capitaine : carton jaune : carton rouge |
| Visar Musliu          | 86       | 90       | 90       | 266      |             |                | 3        | 3        | Abréviations et symboles : TT : Total de minutes jouées MJ : Nombre de matchs joués MT : Matchs joués en tant que titulaire : but : passe décisive : joueur entré : joueur remplacé : capitaine : carton jaune : carton rouge |
| Ezgjan Alioski        | 90       | 90       | 90       | 270      | 1           |                | 3        | 3        | Abréviations et symboles : TT : Total de minutes jouées MJ : Nombre de matchs joués MT : Matchs joués en tant que titulaire : but : passe décisive : joueur entré : joueur remplacé : capitaine : carton jaune : carton rouge |
| Stefan Ristovski      | 90       | 90       | 90       | 270      |             |                | 3        | 3        | Abréviations et symboles : TT : Total de minutes jouées MJ : Nombre de matchs joués MT : Matchs joués en tant que titulaire : but : passe décisive : joueur entré : joueur remplacé : capitaine : carton jaune : carton rouge |
| Darko Velkovski       | 90       | 85       | 90       | 265      |             |                | 3        | 3        | Abréviations et symboles : TT : Total de minutes jouées MJ : Nombre de matchs joués MT : Matchs joués en tant que titulaire : but : passe décisive : joueur entré : joueur remplacé : capitaine : carton jaune : carton rouge |
| Milieux               |          |          |          |          |             |                |          |          | Abréviations et symboles : TT : Total de minutes jouées MJ : Nombre de matchs joués MT : Matchs joués en tant que titulaire : but : passe décisive : joueur entré : joueur remplacé : capitaine : carton jaune : carton rouge |
| Arijan Ademi          | 90       | 85       | 78       | 253      |             |                | 3        | 3        | Abréviations et symboles : TT : Total de minutes jouées MJ : Nombre de matchs joués MT : Matchs joués en tant que titulaire : but : passe décisive : joueur entré : joueur remplacé : capitaine : carton jaune : carton rouge |
| Ferhan Hasani         |          |          | 22       | 22       |             |                | 1        |          | Abréviations et symboles : TT : Total de minutes jouées MJ : Nombre de matchs joués MT : Matchs joués en tant que titulaire : but : passe décisive : joueur entré : joueur remplacé : capitaine : carton jaune : carton rouge |
| Tihomir Kostadinov    | 27       |          | 22       | 49       |             |                | 2        |          | Abréviations et symboles : TT : Total de minutes jouées MJ : Nombre de matchs joués MT : Matchs joués en tant que titulaire : but : passe décisive : joueur entré : joueur remplacé : capitaine : carton jaune : carton rouge |
| Boban Nikolov         | 63       | 46       | 12       | 121      |             |                | 3        | 2        | Abréviations et symboles : TT : Total de minutes jouées MJ : Nombre de matchs joués MT : Matchs joués en tant que titulaire : but : passe décisive : joueur entré : joueur remplacé : capitaine : carton jaune : carton rouge |
| Enis Bardhi           | 82       | 77       | 78       | 237      |             |                | 3        | 3        | Abréviations et symboles : TT : Total de minutes jouées MJ : Nombre de matchs joués MT : Matchs joués en tant que titulaire : but : passe décisive : joueur entré : joueur remplacé : capitaine : carton jaune : carton rouge |
| Stefan Spirovski      |          | 46       |          | 46       |             |                | 1        | 1        | Abréviations et symboles : TT : Total de minutes jouées MJ : Nombre de matchs joués MT : Matchs joués en tant que titulaire : but : passe décisive : joueur entré : joueur remplacé : capitaine : carton jaune : carton rouge |
| Elif Elmas            | 90       | 90       | 90       | 270      |             |                | 3        | 3        | Abréviations et symboles : TT : Total de minutes jouées MJ : Nombre de matchs joués MT : Matchs joués en tant que titulaire : but : passe décisive : joueur entré : joueur remplacé : capitaine : carton jaune : carton rouge |
| Marjan Radeski        |          |          |          | 0        |             |                |          |          | Abréviations et symboles : TT : Total de minutes jouées MJ : Nombre de matchs joués MT : Matchs joués en tant que titulaire : but : passe décisive : joueur entré : joueur remplacé : capitaine : carton jaune : carton rouge |
| Daniel Avramovski     |          | 13       |          | 13       |             |                | 1        |          | Abréviations et symboles : TT : Total de minutes jouées MJ : Nombre de matchs joués MT : Matchs joués en tant que titulaire : but : passe décisive : joueur entré : joueur remplacé : capitaine : carton jaune : carton rouge |
| Darko Churlinov       |          | 44       | 34       | 78       |             |                | 2        |          | Abréviations et symboles : TT : Total de minutes jouées MJ : Nombre de matchs joués MT : Matchs joués en tant que titulaire : but : passe décisive : joueur entré : joueur remplacé : capitaine : carton jaune : carton rouge |
| Attaquants            |          |          |          |          |             |                |          |          | Abréviations et symboles : TT : Total de minutes jouées MJ : Nombre de matchs joués MT : Matchs joués en tant que titulaire : but : passe décisive : joueur entré : joueur remplacé : capitaine : carton jaune : carton rouge |
| Ivan Tričkovski       | 8        | 5        | 56       | 69       |             |                | 3        | 1        | Abréviations et symboles : TT : Total de minutes jouées MJ : Nombre de matchs joués MT : Matchs joués en tant que titulaire : but : passe décisive : joueur entré : joueur remplacé : capitaine : carton jaune : carton rouge |
| Aleksandar Trajkovski | 63       | 44       | 68       | 175      |             |                | 3        | 2        | Abréviations et symboles : TT : Total de minutes jouées MJ : Nombre de matchs joués MT : Matchs joués en tant que titulaire : but : passe décisive : joueur entré : joueur remplacé : capitaine : carton jaune : carton rouge |
| Goran Pandev          | 90       | 90       | 68       | 248      | 1           |                | 3        | 3        | Abréviations et symboles : TT : Total de minutes jouées MJ : Nombre de matchs joués MT : Matchs joués en tant que titulaire : but : passe décisive : joueur entré : joueur remplacé : capitaine : carton jaune : carton rouge |
| Vlatko Stojanovski    |          |          | 12       | 12       |             |                | 1        |          | Abréviations et symboles : TT : Total de minutes jouées MJ : Nombre de matchs joués MT : Matchs joués en tant que titulaire : but : passe décisive : joueur entré : joueur remplacé : capitaine : carton jaune : carton rouge |
| Krste Velkoski        |          |          |          | 0        |             |                |          |          | Abréviations et symboles : TT : Total de minutes jouées MJ : Nombre de matchs joués MT : Matchs joués en tant que titulaire : but : passe décisive : joueur entré : joueur remplacé : capitaine : carton jaune : carton rouge |
| Milan Ristovski       | 4        |          |          | 4        |             |                | 1        |          | Abréviations et symboles : TT : Total de minutes jouées MJ : Nombre de matchs joués MT : Matchs joués en tant que titulaire : but : passe décisive : joueur entré : joueur remplacé : capitaine : carton jaune : carton rouge |

| Buts | Joueurs      | Adversaires |
| ---- | ------------ | ----------- |
| 1    | Goran Pandev | Autriche    |

| Passes | Joueurs | Adversaires |
| ------ | ------- | ----------- |
|        |         |             |